# Modèle français
Le modèle français désigne le plus souvent la façon dont s'est organisé le lien entre l'État et le capitalisme après la libération de la France. Le terme ne désigne pas seulement les aspects économiques (notamment la forme d'économie de marché) et sociaux (la protection sociale ou de façon plus générale le modèle social français) mais incorpore aussi la façon dont les Français font société à travers la représentation politique, administrative et sociale. Comme tout modèle, le modèle français est employé dans le sens de quelque chose qui doit être imité et dans un sens plus concret de « représentation simplifiée d'un système », dont il montre la cohérence. 
Le modèle français trouve son origine pour partie à la fois dans le programme du Conseil national de la Résistance et dans des études de l'entre-deux-guerres ; il a connu son apogée durant les Trente Glorieuses. Depuis, il fait l'objet de débats très complexes qui touchent à la fois la réforme de l'État, de la démocratie sociale, de la protection sociale, du marché du travail, du capitalisme, du mode de croissance etc. Un des points de convergence des auteurs semble être qu'il a perdu sa cohérence, mais les propositions pour sa réforme semblent assez divergentes.

## Quelques caractéristiques du modèle français
Selon Jean-Paul Fitoussi, au moins cinq éléments caractérisent le modèle français :
- la fourniture de nombreux biens et services publics en lien avec la notion d'égalité ;
- le système de protection sociale, appelé souvent modèle social français ;
- une forme de négociation sociale appelée parfois démocratie sociale ;
- la façon dont les marchés et les entreprises sont régulés ;
- la façon dont le gouvernement régule l'activité économique globale.

## Les interrogations actuelles sur le modèle français
Le modèle français est né après la Seconde Guerre mondiale en partie de réflexions menées dans l'entre-deux-guerres et durant la Résistance. Si le modèle a connu son apogée durant les Trente Glorieuses, depuis, l'évolution du monde lui a fait perdre en partie sa cohérence. Il se heurte :
- à l'intérieur de l'Europe à la difficulté de gérer l'interdépendance entre les divers modèles européens[3] ;
- au problème du financement de la solidarité qui exige une forte productivité[3].